# Єрґ Фрідріх (веслувальник)
Єрґ Фрідріх (нім. Jörg Friedrich, 7 липня 1959) — німецький академічний веслувальник.
Олімпійський чемпіон 1980 року в складі вісімки.
Срібний призер Чемпіонату світу 1982 року в складі вісімки.
Срібний призер ігор Дружба-84 у складі вісімок.